# الصومعة (حارة)

تعديل مصدري - تعديل

حارة الصومعة هي إحدى حارات مدينة الصومعة أحد مدن محافظة البيضاء، بلغ تعداد سكانها 1197 نسمة حسب تعداد اليمن لعام 2004.